# 李楽
李 楽（り がく、生没年不詳）は、中国の後漢時代末期の武将。

## 正史の事跡
| 姓名         | 李楽                           |
| 時代         | 後漢時代                       |
| 生没年       | 〔不詳〕                       |
| 字・別号     | 〔不詳〕                       |
| 出身地       | 〔不詳〕                       |
| 職官         | 〔白波軍部将〕→征北将軍        |
| 爵位・号等   | -                              |
| 陣営・所属等 | 〔独立勢力〕→楊奉→〔独立勢力〕 |
| 家族・一族   | 〔不詳〕                       |

元々は、韓暹・胡才と共に河東白波軍（白波賊）の指揮官（頭目）であった。
興平2年（195年）、李傕・郭汜の乱において、献帝が長安を脱出して洛陽に向かった際に、董承・楊奉（楊も、元は白波軍指揮官）は白波軍を招請する。李楽は、韓暹・胡才と共にこれに応じ、李傕・郭汜の追撃から献帝を護衛した。この際に李楽は、董承と共に献帝の左右に侍し、かがり火をたいて渡河の先導をするなど、比較的活躍が目立つ。洛陽への途上で献帝が安邑を仮の都とした際に、李楽は征北将軍に任命されている。建安元年（196年）7月、献帝は洛陽に入城した。
しかし献帝の洛陽入城後には、李楽は胡才と共に河東へ引き返している。その後、時期は不明だが、李楽は河東駐留中に病死した。

## 物語中の李楽
小説『三国志演義』の李楽は、楊奉の招請に応じて献帝を護衛しているところまでは、史実と同様である。しかし、渡河中に懸命に船にすがりつく官人たちの手を矛で斬り捨てるなど、暴虐非道ぶりをみせている。安邑に到着したものの、まもなく洛陽へ向かうかどうかで楊奉と対立する。李楽は寝返って李傕・郭汜と同盟し、洛陽へ出発した献帝を奪おうとするが、楊奉の部下の徐晃に斬り殺される役回りとなっている。
ところが史実では、官人たちを斬り捨てたのは董承であり、寝返って徐晃に斬殺された点に至っては完全な創作でしかない。理由は不明だが、『演義』の李楽は、董承や他の白波軍出身武将たちの悪行をなすりつけられているのである。しかし上述の通り、史実の李楽は、それほど内部抗争に巻き込まれておらず、献帝の逃避行に関わった要人の中では、比較的平穏に一生を終えた人物であった。